# Jac.J. van Goor

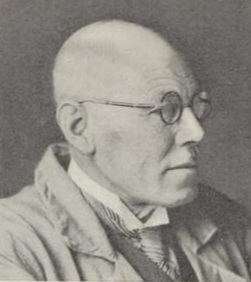

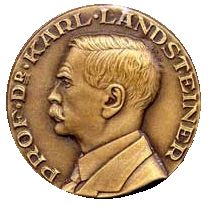
Karl Landsteiner Penning (1931)

Jac.J. van Goor, volledige naam Jacob Jan van Goor (Amersfoort, 19 september 1874 – Zeist, 13 december 1956) was een Nederlandse medailleur.
Jac.J. van Goor, zoals hij meestal wordt genoemd, begon op vijftienjarige leeftijd in 1889 bij Begeer. Vijf jaar later trok hij naar de Koninklijke Tekenacademie in het Duitse Hanau, waar hij zich vooral bezighield met modelleren en drijven. Na zijn opleiding ging hij weer aan de slag in de fabriek van Anthonie Begeer. Bij zijn vijftigjarig dienstverband in 1939 kreeg hij een jubileumpenning aangeboden, ontworpen door M.P.J. Fleur.

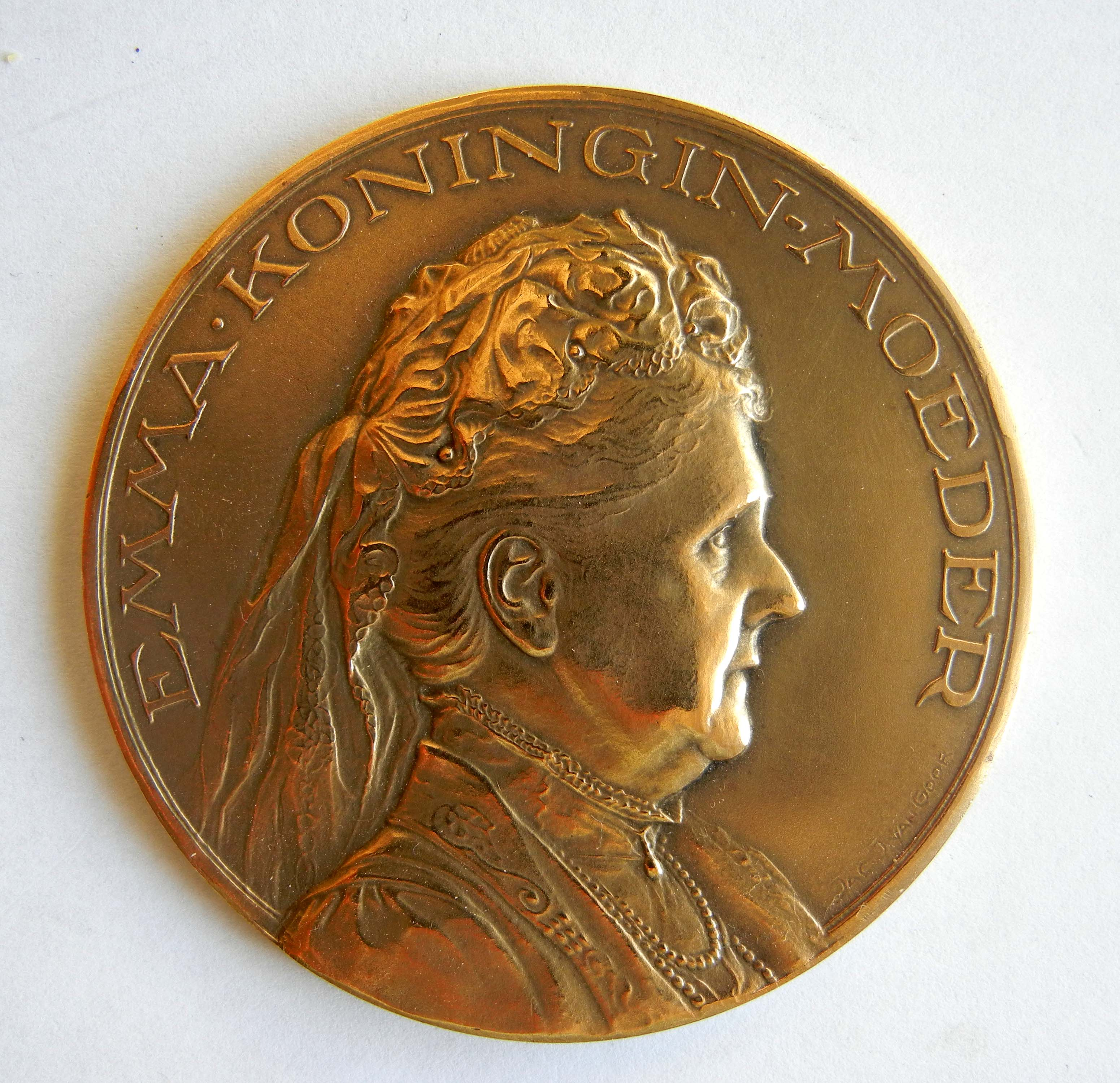
Emma de Waldeck-Pyrmont Penning

## De penningen
Van Goor maakte veel gelegenheids- en herinneringspenningen en een aantal onderscheidingen, zoals de Karl Landsteiner-penning en de Herinneringsmedaille 1926. Voor de Vereniging voor Penningkunst (VPK) maakte hij drie penningen: het drieportret van de koninklijke familie (1926) met Hendrik, Wilhelmina en hun zestienjarige dochter Juliana, het Koloniaal Instituut, nu Koninklijk Instituut voor de Tropen (1926) met op de voorzijde het gebouw schuin van voren en op de achterzijde bladeren van de "cultuurproducten" kokospalm, tabak en suiker en de tekst: "Het daghet in den oosten, het lichtet overal" en in 1931 de portretpenning voor J.C.J. van Speyk die honderd jaar eerder zijn schip opblies met de kanonneerboot op de achterzijde.
In het Centraal museum te Utrecht] (CMU) bevinden zich 74 (merendeels gedenk-)penningen van zijn hand. Deze hebben vaak betrekking op het Koninklijk huis, op (ambts)jubilea en op Utrecht en omgeving. Alle penningen werden uitgebracht door zijn werkgever Koninklijke Begeer te Voorschoten. De eerste was de inhuldigingspenning voor Koningin Wilhelmina (1898). Van de periode tussen 1900 en 1925 zijn er 23 aanwezig in het CMU, tussen 1926 en 1950 50.
- Biografisch Portaal: 92650625
- RKD-Nederlands Instituut voor Kunstgeschiedenis: 32688
- Union List of Artist Names: 500627425